# Pierre-François Lepoutre
Pour les articles homonymes, voir Lepoutre.
Pierre-François Lepoutre, né le 5 octobre 1735 à Linselles et y est décédé le 16 juillet 1801 , est un homme politique français, député aux États généraux de 1789.

## Biographie
Pierre François Lepoutre est un agriculteur aisé, qui exploite une cinquantaine d’hectares de terre à Linselles, près de Tourcoing. En 1705, son grand-père est déjà titulaire du bail de la ferme des Wattines. Il appartient à la bourgeoisie rurale et au groupe « fermocratique ». 
Le 2 avril 1789, ce riche fermier signe le cahier de doléances du bailliage de Lille : la liberté de la presse et du commerce est demandée, mais la «disparition totale du régime seigneurial n’est pas envisagée». 
Le 3 avril 1789, Lepoutre est un des quatre députés du tiers-état aux États généraux élus par le bailliage de Lille. Autant dire que la surprise est de taille, un fermier député. Il doit son élection à son activité professionnelle certes, mais surtout à des rapports de force locaux : « Les députés particuliers des villes de Lille, La Bassée, Armentières, Lannoi, Comines et des bourgs de Tourcoing, de Roubaix, etc. se concertèrent pour nommer un avocat, un négociant, un manufacturier et un agriculteur; ils espéraient que les suffrages de la campagne se seraient désunis et qu’ils pourraient donner la Loi, mais ils furent bien surpris…».
Immortalisé par Le Vachez sur une gravure (voir ci-contre), il avoue dans une lettre du 27 mars 1790, « ne pas se reconnaître »  dans son portrait officiel. Par « mémoire pour lui et de sa longue absence au sein de sa famille », il en adresse toutefois un exemplaire à chacun de ses enfants. Son épouse lui répond « si vous vous portez aussi bien que votre portrait, vous serez dans le cas d’agrandir votre lit ; je suis charmé de vous voir aussi bien portant » . 
À Versailles, le 4 mai 1789, il défile humblement, à l’instar de tous ses compatriotes, dans d’obligatoires et tristes redingotes noires, alors que la noblesse, le haut clergé se pavanent en habit d’apparat multicolore. La foule assistant à la procession ne se trompe pourtant pas de héros. Les ignobles (non-nobles) sont acclamés aussi énergiquement que pèse le silence au passage des aristocrates [source?].
De mai 1789 à septembre 1791, de Versailles à Paris, il représente la part agricole du tiers-état, avec 37 autres députés, à rapporter à une population totale de 15 millions de Français vivant directement de la terre (sur un total de 27 millions d’habitants). Il est membre du club des Jacobins, il passe aux Feuillants en 1791. 
Lepoutre n’intervient jamais en séance. On peut sans peine imaginer la difficulté qu’il y avait à s’exprimer publiquement dans cette assemblée de juristes, d’avocats, d’orateurs religieux, tandis qu’en périphérie grouillaient le peuple et ses chroniqueurs intéressés au plus haut point par les événements qui s’y déroulent. On estime à 623 les députés tout à fait silencieux, 367 plus loquaces et à 149, les grands orateurs. 
Très appliqué à sa tâche, son action au sein de l’assemblée laisse transparaître, au-delà du silence que retiendra l’histoire, un investissement total, comme en témoignent de nombreuses lettres.

## La riche correspondance du député Lepoutre[4]
Durant ces trois ans, Lepoutre écrira près de cinq cents lettres à son épouse, Angélique Delputte (1750-1801), restée à la ferme. Conservée jusqu’à nos jours par François Lepoutre, cette correspondance, « unique par son volume, par le fait qu’elle enjambe la période entière de la Constituante, et parce que Lepoutre est le seul des 34 fermiers ayant siégé dans la majorité silencieuse, dont les lettres sont disponibles », a été publiée en 1998. Il y consigne ses impressions face à son devoir de député, fait part de ses tracas quotidiens, s’intéresse à la vie de la ferme et bien sûr à toute sa famille restée loin de lui. 
Versailles impressionne Lepoutre. Il « craint bien que l’idée d’estre fermier pourrait bien se perdre d’après une longue habitude des grandeurs de la cour et les invitations communes qu’on reçoit pour aller dîner chez les principaux… ». Il dîne notamment chez Necker et chez l’évêque de Tournai, se propose de présenter le duc d’Orléans à l’un de ses cousins. 
Il n’en garde pas moins ses habitudes provinciales et notamment alimentaires. Il demande très souvent à sa femme de lui envoyer à Paris du beurre des Flandres : « car pour moi le beurre est la moitié de mes aliments ».  Il lui arrive même d’échanger ce produit laitier contre du vin de Bourgogne… 
Il fait partager à sa famille par le biais de ses lettres, tous les rebondissements et événements qui jonchent ces trois années de révolutions. Les soulèvements populaires, la rumeur d’une menace anglaise pour leur vie, les joies indicibles qui l’étreignent devant cette liberté récemment encore improbable. 
Il estime, début juillet 1789, qu’à l’Assemblée « règne à présent une union et une concorde entre tous les membres sans distinction d’ordres n’y d’état qu’il semble que c’est une même volonté…». Enthousiaste, il a le sentiment de participer « au bonheur et à la félicité que jouira pour toujours la nation française. Quel heureux souvenir pour nos descendants…».   
Il s’absente rarement de l’Assemblée, en dépit d’un commerce de toiles « en gros »  qu’il a établi dans Paris. À son épouse qui veut lui faire vendre ces toiles « au détail », il oppose que « ce n’est pas l’état d’un député de province, étant à sa mission pour l’Assemblée Nationale ».
Grâce à sa mission, il est de toutes les étapes du changement, et vit, vibre au rythme de celles-ci. Il prête le serment du Jeu de Paume et vote, entre autres textes fondamentaux, l’abolition des privilèges dans la nuit du 4 août, la déclaration des droits de l’homme.
Dans une lettre envoyée de Versailles le 23 août 1789, il écrit : « … Voilà huit jours que nous sommes occupés à former un arrêté qui comprendra les Droits de l’Homme et du Citoyen et j’espère que nous finirons aujourd’huy ou demain, je vous en feray parvenir, un exemplaire sitôt qu’il sera sorti de la presse. Ce sera un ouvrage qui fera le tour de l’Univers. Il n’est pas possible de vous imaginer combien cet objet demande de discussion et qu’elles sont très vives et nous avons été deux jours sur un article seulement; il nous reste encore quatre articles à discuter, ils ne sont pas aussi dangereux à discuter que les articles précédents… ».  
Durant son mandat, Pierre-François Lepoutre ne s’absente qu’une fois, en 1790 pour revoir son épouse, à Linselles puis à Douai. À l’occasion de ce voyage, il remet aux curés du district de Lille, un imprimé voulant démontrer que la « Constitution civile du royaume n’est pas schismatique ». Au fil du temps, il passe subrepticement de la déférence à son souverain à « notre imbécile de Roy ». 
Son mandat rempli, Lepoutre retourne dans le Nord. Le 13 novembre 1791, il est élu à l’unanimité, maire de son village. En 1792 et 1793, il sera un des administrateurs du directoire du district de Lille. Le 20 mars 1798, à l’occasion de la « fête de la souveraineté du peuple », il est à la tête d’un cortège de seize vieillards. 
Resté fidèle à la République, il meurt en 1801, le 14 juillet.

## Sa postérité
Sur les dix enfants issus du mariage de Pierre François Lepoutre et Angélique Delputte, cinq sont vivants en 1789.
Deux d'entre eux rendent visite à leur père Paris, en 1791. Ils font le voyage à pied. Dans une lettre envisageant ce voyage dès juillet 1789, la mère estime que la « mémoire d’avoir été voir un père à Versailles sera un souvenir heureux pour eux ».
Ces deux fils feront les campagnes napoléoniennes. Le premier, Pierre-François II Lepoutre (1773-1821) quitte l’armée après quinze ans de service. Son arrière-petite-fille, Clémence Lepoutre épousera Albert Motte, frère d'Eugène Motte, elle-même arrière-grand-mère de Jean-François Bizot (1944-2007), fondateur d'«Actuel» en 1970 et de la nébuleuse Nova, nabab du média alternatif undergound.
Le second, Benjamin Lepoutre (1772-1852) fait aussi de nombreuses campagnes militaires et les termine en 1814 en Espagne. Nommé chevalier de la légion d’honneur en 1815, au camp de Boulogne, il accède au grade de sous-inspecteur aux armées. Il s’installe à Paris avec sa fille naturelle, “fruit de la Calabre” . 
Le troisième fils, Louis Lepoutre, né en 1776, marie sa petite-fille Marie Delerue (1842-1915) avec Henri Prouvost (1836-1960).
La fille unique du député, Catherine Lepoutre (1775-1850) épouse Adolphe Lecomte (1776-1847) : leur fils, Charles Lecomte (1809-1848), cultivateur aisé à Bousbecque, épouse Sophie Catry (1803-1884). Enfin, la plus jeune fille de ces derniers, arrière-petite-fille du député, Marie-Élise Lecomte (1844-1927), épousera un négociant de Tourcoing, Auguste Leman (1820-1888). Leur fils, Émile Leman (1869-1957), notaire, épousera Marguerite Trentesaux (1872-1950), arrière-grands-parents d'Eric Plouvier, avocat au barreau de Paris, chargé de mission de la Fédération internationale des ligues des droits de l'homme (FIDH).

## Dans la culture populaire

### Radio
L'histoire de son mandat de député aux États généraux de 1789 fait l'objet d'une fiction "1789 : Pierre-François Lepoutre, paysan et député des États Généraux" diffusée le 6 octobre 2019 dans le cadre du podcast "Autant en emporte l'histoire" de France Inter, avec Pierre Serna en invité.